# 五股坑溪
五股坑溪，位於台灣北部，屬於淡水河水系，為塭子川的支流。河長6.3公里，流域面積10.8平方公里，分佈於新北市五股區。其源頭位於觀音山西南側，小坪頂附近，標高211公尺，即五股與八里交界，向東南流入台北盆地後，注入塭子川。
1970年代中期以前，五股坑溪之東北岸（相對民義路之對岸），為一大片綠油油稻田區。1977年7月26日強烈颱風薇拉經過後，稻田被消滅變成土堆，1980年代後開始成為公寓華廈住宅區。